# Вільковиці (Бельський повіт)
Вільковіце (пол. Wilkowice, нім. Wolfsdorf) — село в Польщі, у гміні Вільковиці Бельського повіту Сілезького воєводства.
Населення — 6761 особа (2011).
У 1975-1998 роках село належало до Бельського воєводства.

## Демографія
Демографічна структура станом на 31 березня 2011 року:
|          | Загалом | Допрацездатний вік | Працездатний вік | Постпрацездатний вік |
| -------- | ------- | ------------------ | ---------------- | -------------------- |
| Чоловіки | 3244    | 607                | 2267             | 370                  |
| Жінки    | 3517    | 577                | 2077             | 863                  |
| Разом    | 6761    | 1184               | 4344             | 1233                 |